# Floriade (Nederland)

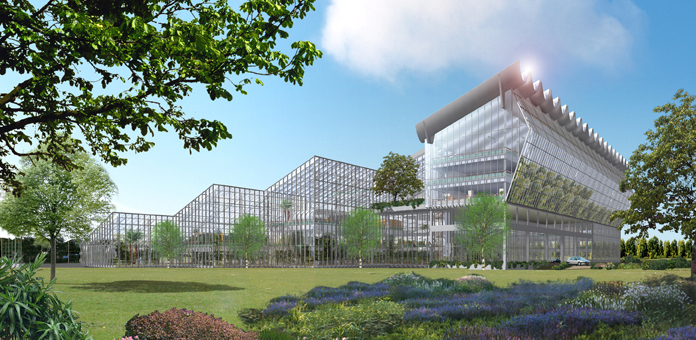
Villa Flora, groenste gebouw van Nederland, ontworpen door Jón Kristinsson.

De Floriade was een wereldtuinbouwtentoonstelling die in 1960 en van 1972 tot 2022 één keer per tien jaar in een Nederlandse gemeente werd gehouden. Sinds 1960 kende het Bureau International des Expositions (BIE) deze tuinbouwtentoonstelling als een categorie binnen de wereldtentoonstellingen. Tentoonstellingen die voldoen aan de A1-categorie van de International Association of Horticultural Producers (AIPH) worden door het BIE als wereldtuinbouwtentoonstelling erkend. Floriade is de benaming die gebruikt wordt voor de in Nederland gehouden tuinbouwtentoonstellingen die voldeden aan de A1 categorie van BIE en zich dus wereldtuinbouwtentoonstelling mochten noemen.

## Geschiedenis
Tot aan de Floriade werden in Nederland onder de naam Flora internationale bloemententoonstellingen georganiseerd in het huidige wandelbos Groenendaal bij Heemstede in 1925, 1935 en 1953, en eerder in 1910 in de Haarlemmerhout in Haarlem. In Groenendaal vindt men overblijfselen van de bloemententoonstellingen, zoals een paviljoen en verwilderde narcissen en hyacinten.
In verschillende gemeenten zijn parken waarin overblijfselen van de daar georganiseerde Floriades zijn aan te treffen. Zo is de Euromast in Rotterdam speciaal gebouwd voor de Floriade in 1960. In het Amstelpark in Amsterdam-Zuid zijn er nog diverse voorzieningen, waaronder de Amsteltrein en de Rhododendronvallei, die zijn aangelegd voor de Floriade in 1972. In het Haarlemmermeerse Bos bij Hoofddorp herinneren de Big Spotters Hill en het Haarlemmermeerpaviljoen aan de Floriade in 2002. In Venlo zijn de Innovatoren en Villa Flora overgebleven van de Floriade in 2012.
Gemene deler van de edities (in ieder geval sinds 1992 in Zoetermeer) was dat na afloop de organiserende gemeenten met aanzienlijke niet voorziene verliezen bleven zitten en de verwachte spin-off marginaal bleek. De Floriade in Almere in 2022 leverde die gemeente een verlies op van tientallen miljoenen euro. Daarop is in april 2023 besloten dat er in 2032 en daarop volgende jaren geen Floriade meer zal zijn. Enerzijds vanwege de grote financiële verliezen, anderzijds omdat de vorm van de tentoonstelling achterhaald werd geacht.

## Organisatie
De Floriade werd gecoördineerd door de Nederlandse Tuinbouwraad. Deze is in 1908 opgericht, met het doel het imago van de Nederlandse tuinbouw te versterken en de export te bevorderen. De Floriade was hierbij het belangrijkste middel.
Gemeenten konden zich voor iedere editie kandidaat stellen en een bidbook, een plan waarmee wordt aangegeven hoe je een bepaald project gaat winnen, aanleveren, waarna de Tuinbouwraad een keuze maakte.

## Edities
| Floriade | Stad           | Locatie                   | Datum                        | AIPH-editie | Motto                  |
| -------- | -------------- | ------------------------- | ---------------------------- | ----------- | ---------------------- |
| 1960     | Rotterdam      | Het Park                  | 25 maart - 25 september 1960 | 1           |                        |
| 1972     | Amsterdam      | Amstelpark en Beatrixpark | 30 maart - 1 oktober 1972    | 5           |                        |
| 1982     | Amsterdam      | Gaasperpark               | 8 april - 10 oktober 1982    | 9           |                        |
| 1992     | Zoetermeer     | Rokkeveen                 | 9 april - 10 oktober 1992    | 13          |                        |
| 2002     | Haarlemmermeer | Haarlemmermeerse Bos      | 6 april - 20 oktober 2002    | 16          | Feel the art of nature |
| 2012     | Venlo          | Venlo Greenpark           | 5 april - 7 oktober 2012     | 19          | Living nature          |
| 2022     | Almere         | Weerwater                 | 14 april - 9 oktober 2022    | 23          | Growing Green Cities   |